# Роузерам, Остон
Остон Морган Роузерам (англ. Auston Morgan Rotheram; 11 июня 1876, Дублин — 13 ноября 1946) — британский игрок в поло, серебряный призёр летних Олимпийских игр 1908.
На Играх 1908 Роузерам входил в сборную Ирландии, которая, проиграв в единственном матче, заняла второе место и выиграла серебряные медали.